# Cúpula de la Cadena
La  Cúpula de la Cadena (en árabe: قبة السلسلة‎, Qubbat as-Silsila) es una cúpula exenta localizada adyacente por el este a la Cúpula de la Roca en la Explanada de las Mezquitas. Es una de las más antiguas estructuras del Haram ash-Sharif (Monte del Templo). No es una mezquita o santuario, pero es utilizado como casa de oración. Fue construida por los omeyas, y llegó a utilizarse como capilla cristiana bajo los cruzados, y fue restaurado como casa de rezos por los ayubíes. Fue renovada por los mamelucos, durante el Imperio otomano y más recientemente por el Waqf Islámico de Jerusalén.

## Historia
Algunos de los elementos arquitectónicos usados como parte de su estructura datan de época preislámica, pero es ampliamente aceptado por estudiososo árabes y occidentales que la Cúpula de la Cadena fue construida en el año 691 por el Califa Omeya Abd al-Malik. El diseño Omeya se ha mantenido prácticamente inalterado por las restauraciones posteriores. Además de ser una casa de oración, la cúpula fue utilizada como una tesorería (bayt al-mal) por la comunidad musulmana local.

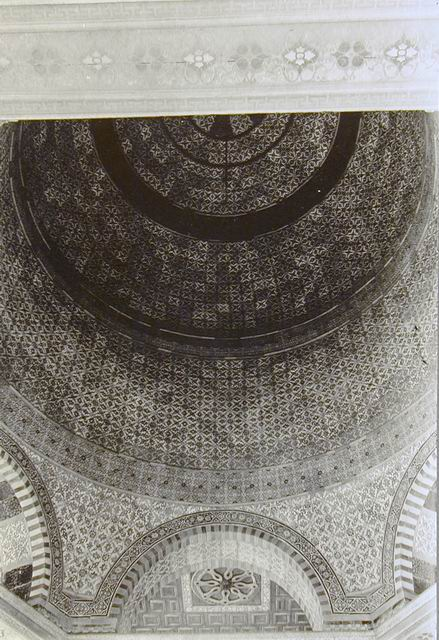
Vista interior de la cúpula de 1919

Cuando los cruzados invadieron el Levante en 1099, identificaron la cúpula como el lugar donde Santiago el Mayor fue martirizado y transformaron el edificio en una capilla dedicada a él. En 1187, el edificio fue devuelto al culto musulmán después de que Saladino capturara Jerusalén de manos de los cruzados. Entre 1199 y 1200, el techo y el pavimento fueron renovados por la dinastía ayubí. Los cristianos volvieron a utilizar el edificio entre 1240 y 1244, volviendo posteriormente a ser utilizado por los musulmanes. La estructura fue renovada por Baibars, sultán mameluco de El Cairo. Esta última renovación consistió en el aplacado con mármol del  mihrab. En 1561, bajo el reinado de Suleimán el Magnífico del Imperio otomano, se vidriaron los azulejos del  mihrab, reforma que se amplió a todos los azulejos en 1760.
La última restauración mayor fue realizada por el waqf islámico de Jerusalén en 1975-76.

## Significado religioso
La Cúpula de la Cadena debe su nombre a una antigua leyenda con origen en el reinado del rey Salomón narrada por Mujir al-Din, 

Entre las maravillas de la Santa Casa está la cadena, que Salomón, hijo de David, suspendia entre el cielo y la tierra, al este de la Roca, donde la Cúpula de la cadena se ubica actualmente. La cadena tenía una característica. Si dos hombres se acercaban a él para resolver un  litigio, solo el hombre honesto y recto podía asirse de ella; el hombre injusto la veía alejarse de su alcance.

Según Mujir ad-Din, la razón de por qué la cadena ya no existe es que un hombre se negó a devolver 100 dinares de oro a su legítimo propietario y para ello fundió las monedas y vertió el oro en su bastón. Antes de jurar sobre la cadena que había devuelto lo que le correspondía, el hombre le pidió al acreedor que le sostuviera el  bastón, de forma que la cadena le permitió tocarla. Tras devolver el bastón al mentiroso deudor, el acreedor juró que el oro no le había sido devuelto, mientras también sostenía la cadena. Ante el desconcierto de los presentes en el juicio sobre cómo podían ser ciertos ambos testimonios, la cadena se retiró al cielo disgustada. Otra versión, previa a la de ad-Din, afirma que la cadena se retiró cuando aún vivía el rey David y que volvería al Final de los Días.
En la tradición del Islam, el edificio marca el lugar donde ocurrirá el día del juicio en el fin de los días y donde una cadena detendrá a los pecadores y dejará pasar solo a quien esté libre de pecado. 

## Arquitectura

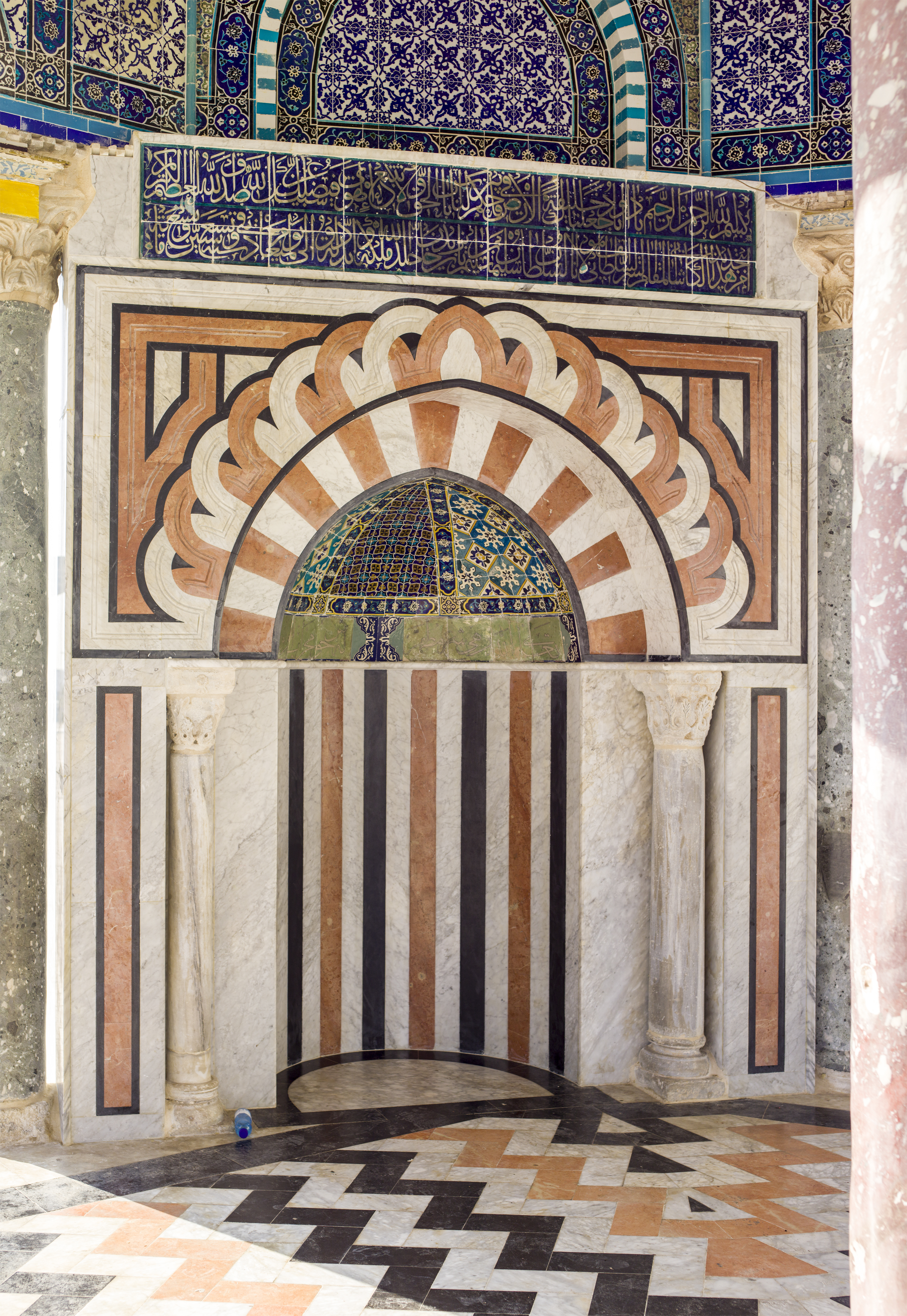
Mihrab de la cúpula de la cadena

El edificio consta de una estructura en forma de cúpula con dos arcadas abiertas - es decir, sin paredes laterales-  concéntricas. La Cúpula que descansa sobre un tambor hexagonal está hecha de madera y descansa sobre seis columnas que forman la arcada interior. La segunda fila exterior, de once columnas crea una galería exterior de once caras. La pared qibla contiene el mihrab o nicho de oración que está flanqueado por dos pequeñas columnas. Hay un total de diecisiete columnas en la estructura con la excluyendo las del mihrab. Se sabe que originalmente eran veinte columnas, lo que indica una posible reconstrucción radical en el siglo XIII. La Cúpula de la Cadena tiene un diámetro de 14 metros, y es el tercer mayor edificio del Haram tras la Mezquita de Al-Aqsa y la Cúpula de la Roca.
Cabe destacar que el mihrab de la mezquita de Al-Aqsa con la Cúpula de la Cadena forma el eje norte-sur del Monte del Templo.

### Teoría del modelo para la Cúpula de la Roca
Según historiadores árabes, la Cúpula de la cadena fue utilizada como modelo para la Cúpula de la Roca. Como esta última, la Cúpula de la Cadena consiste en dos polígonos concéntricos con columnas unidas por arcos y vigas de. La Cúpula de la Roca tiene tres veces el tamaño de la Cúpula de la Cadena y es proporcional en planta y altura. 
Sin embargo, contra esta teoría, está el contraste de la perfecta simetría ortogonal de ambas arcadas en el caso de la Cúpula de la Roca y la mezcla de las arcadas hexagonal y poligonal de catorce lados (inicialmente) de la cúpula de la Cadena. La carencia de cerramientos laterales, también contradice esta teoría. El propósito original de la Cúpula de la Cadena es desconocido.

## Galería

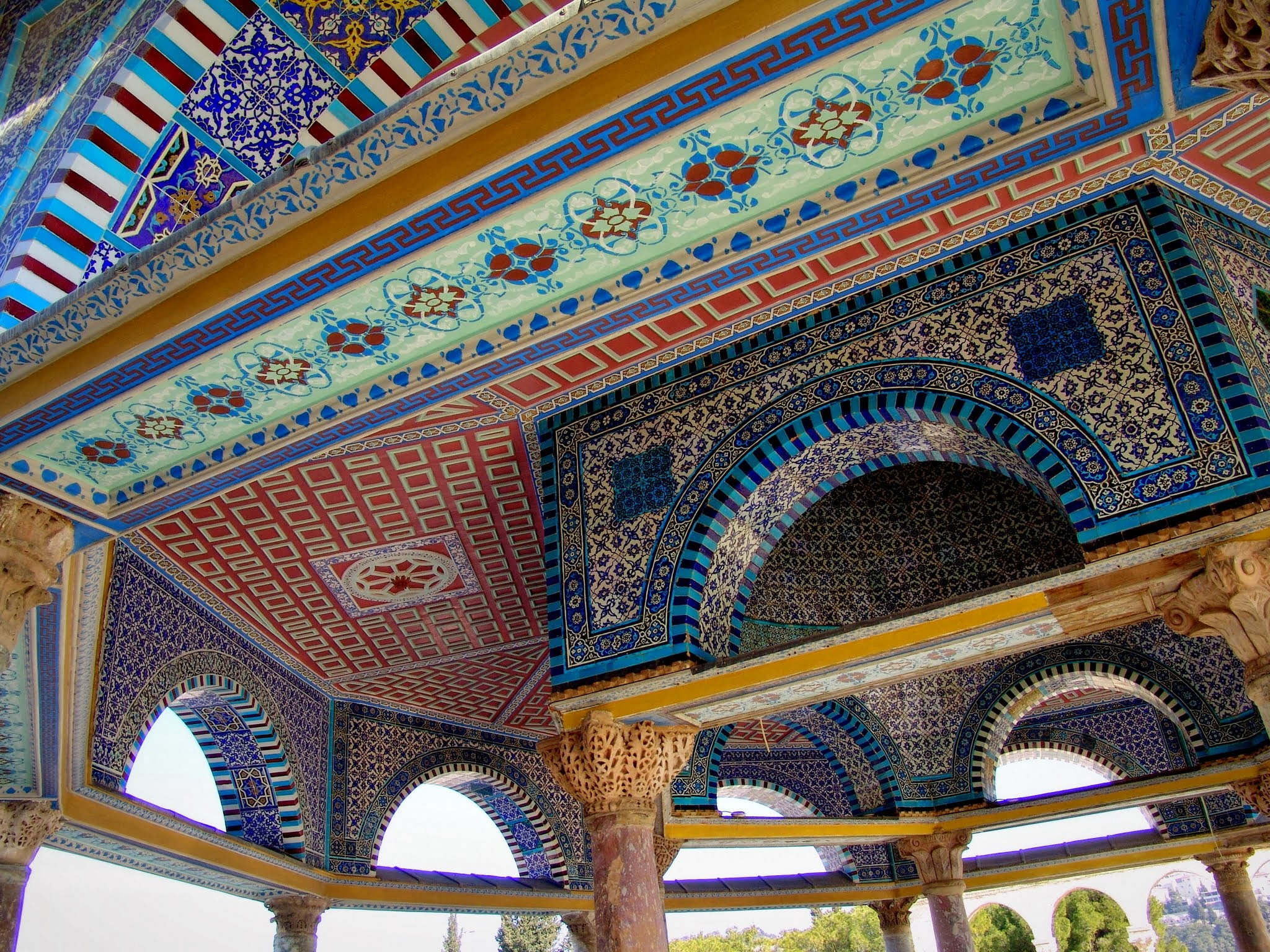
Cúpula de la cadena, detalle interior.
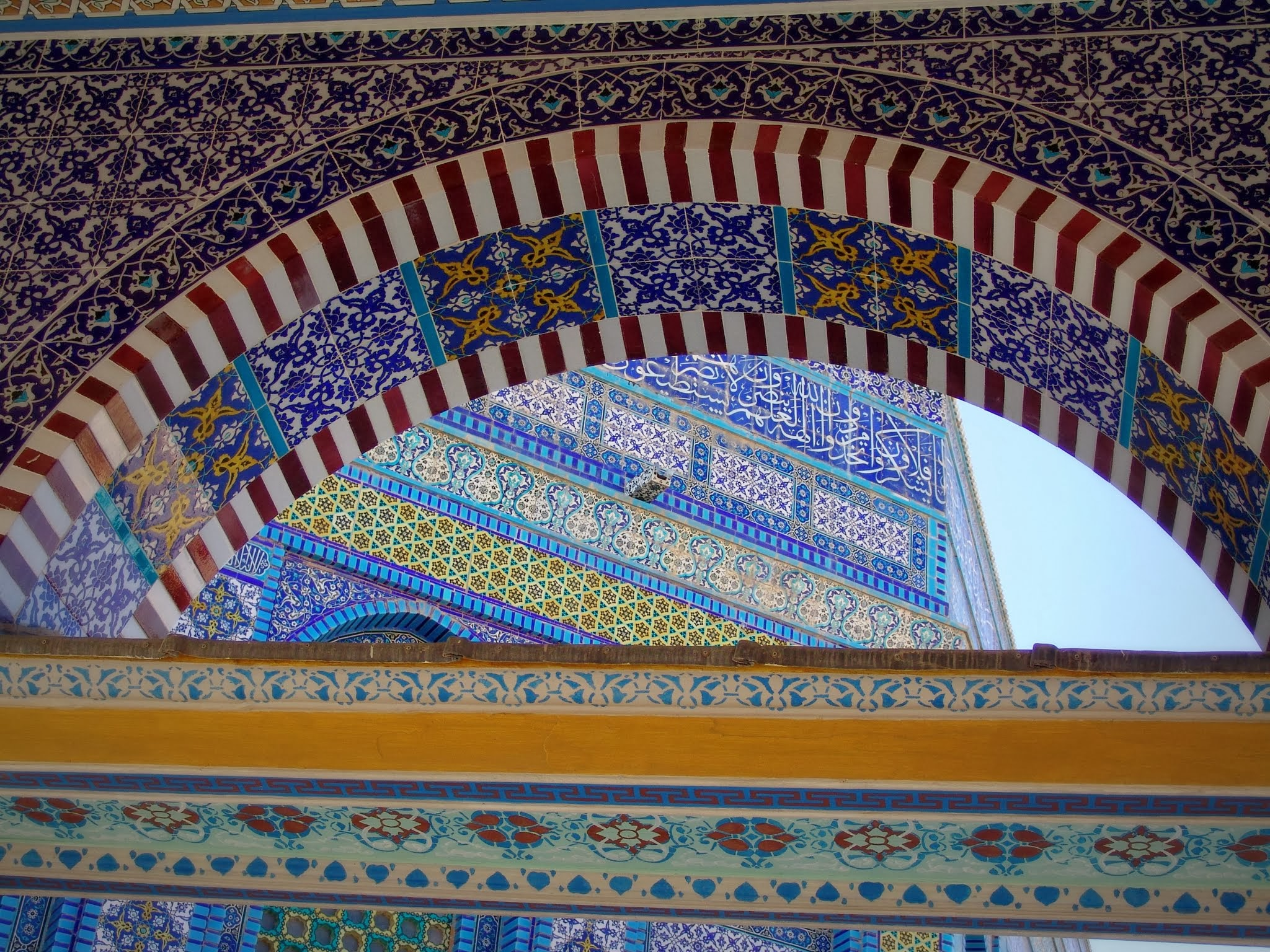
Detalle de la cúpula de la cadena con la cúpula de la roca detrás.
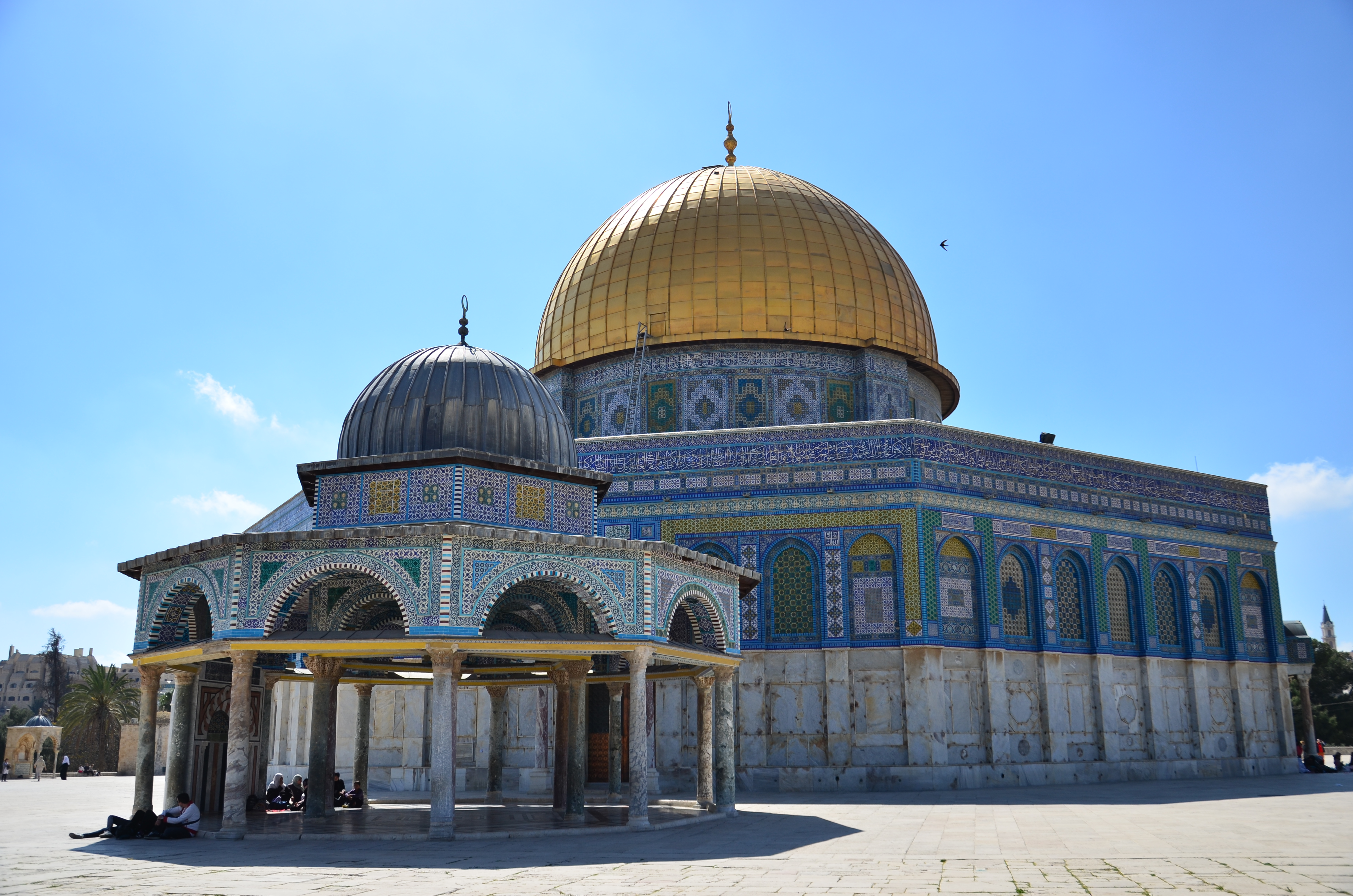
Cúpulas de la Roca y de la Cadena.
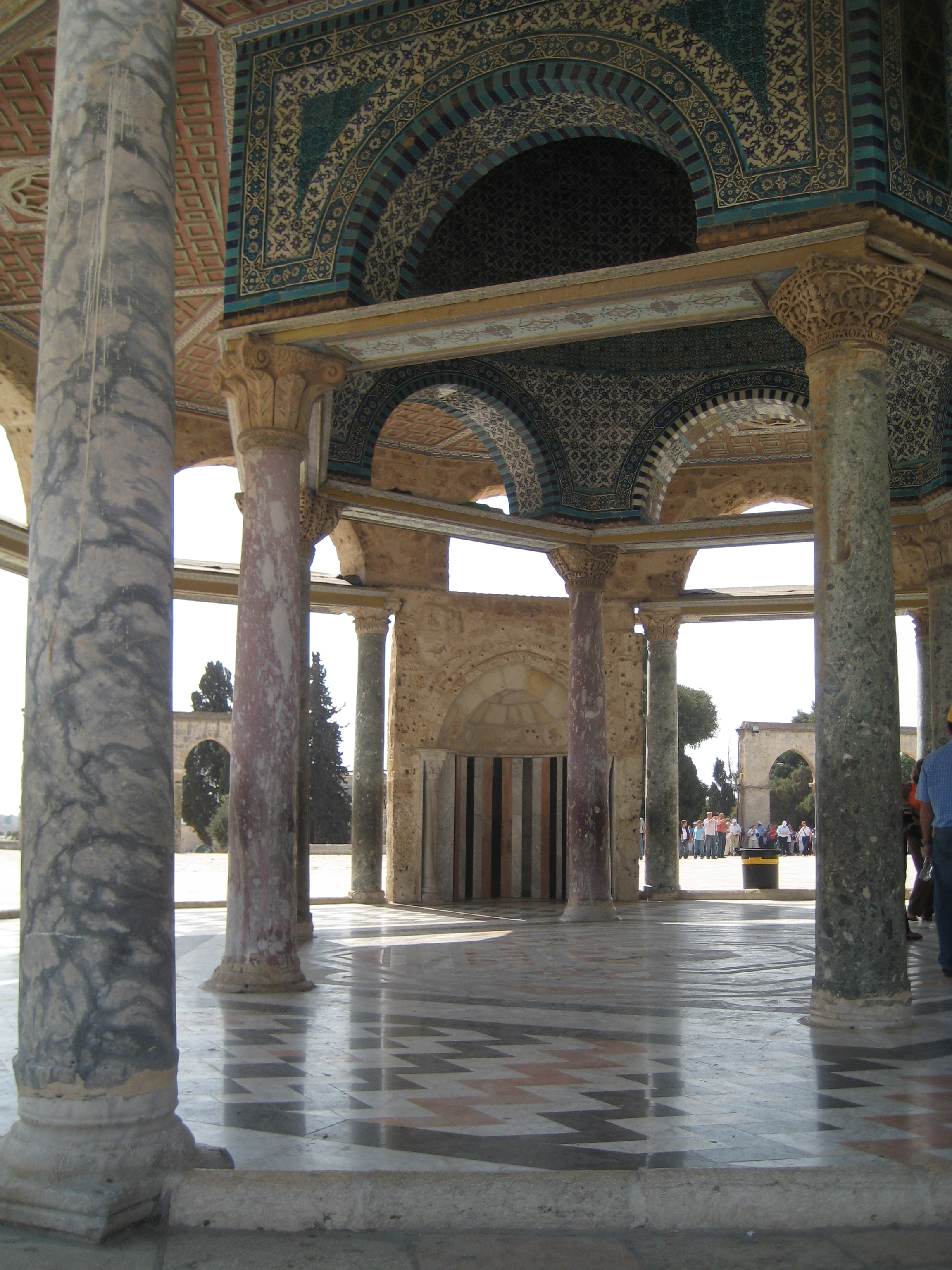
Columnas y mihrab de la Cúpula de la Cadena